# Love Will Save the Day
«Love Will Save The Day» (en español: «El amor salvará el día») fue publicado en julio de 1988 y es el quinto sencillo del álbum Whitney de la cantante estadounidense Whitney Houston. 
Es la canción más movida del álbum Whitney y fue compuesta por Toni Colandreo y producida por Jellybean Benitez (quien ha escrito y producido para Madonna). La canción contiene ritmos hechos con quenas y xilófonos a base de botellas de vidrio.

## Sencillos
Sencillo en 7" – Arista (111 516)
1. «Love Will Save The Day» – 4:22
2. Teddy Pendergrass & Whitney Houston – «Hold Me» – 4:53

## Posicionamiento en listas
| Lista (1988)                                      | Posición |
| ------------------------------------------------- | -------- |
| Alemania (Media Control AG)                       | 37       |
| Australia (Kent Music Report)                     | 77       |
| Bélgica (Flandes) (Ultratop 50)                   | 7        |
| Canadá (RPM Top Singles)                          | 8        |
| España (AFYVE)                                    | 9        |
| Estados Unidos (Billboard Hot 100)                | 9        |
| Estados Unidos (Hot R&B/Hip-Hop Singles & Tracks) | 5        |
| Estados Unidos (Billboard Adult Contemporary)     | 10       |
| Estados Unidos (Billboard Hot Club/Dance Play)    | 1        |
| Francia (SNEP)                                    | 48       |
| Irlanda (IRMA)                                    | 8        |
| Países Bajos (Dutch Top 40)                       | 6        |
| Reino Unido (UK Singles Chart)                    | 10       |
| Suiza (Schweizer Hitparade)                       | 18       |

### Sucesión en listas
| Anterior: «The Right Stuff» de Vanessa Williams | Billboard Hot Club/Dance Play — Sencillo Nro 1 20 de agosto de 1988 | Siguiente: «Say It's Gonna Rain» de Will to Power |